# 渡辺千尋 (サッカー選手)
渡辺 千尋（わたなべ ちひろ、1983年12月11日 - ）は、静岡県出身の元女子サッカー選手。ポジションはフォワード。

## 来歴
田崎ペルーレFCでプレーした。
2002年4月、インドで行われるAFC U-19女子選手権2002に臨むU-19日本代表に、怪我で不参加となった選手に代わり、追加で選出された。グループステージで2得点をあげ、日本も優勝し、8月にカナダで行われる2002 FIFA U-19女子世界選手権の出場権を得た。
U-19女子世界選手権では、再び不参加となった選手に代わり、追加で選出された。準々決勝のドイツ戦にフル出場するなど2試合に出場した。日本はベスト8となった。

## 代表歴
- U-19日本代表
  - 2002 FIFA U-19女子世界選手権; ベスト8（2試合出場）